# Heartland Flyer
A Heartland Flyer egy naponta közlekedő vasúti járat az USA-ban az oklahomai Oklahoma City és a texasi Fort Worth között. Az Amtrak üzemelteti 1999 június 14. óta. Oklahoma és Texas államok közösen finanszírozzák. A legutolsó pénzügyi évben összesen 68 744 (2019) utas utazott a járaton, naponta átlagosan 188 (2019) utasa volt.
A vonat napi oda-vissza útja reggel Oklahoma Cityből indul, és kora délután éri el Fort Worth-t. A délutáni csúcsforgalom idején hagyja el Fort Worth-t, hogy este visszatérjen Oklahoma City-be. A jövőbeli tervek szerint a vonat északi végállomását 2029-re Oklahoma Cityből a kansasi Newtonba hosszabbítják meg, az eredeti útvonalon megnövelt járatsűrűséggel.